# Jason Wilcox
Pour les articles homonymes, voir Wilcox.
Jason Wilcox, né le 12 mars 1971 à Bolton (Angleterre), est un footballeur anglais, qui évoluait au poste d'ailier gauche à Blackburn Rovers et en équipe d'Angleterre.
Wilcox n'a marqué aucun but lors de ses trois sélections avec l'équipe d'Angleterre entre 1996 et 2000.

## Carrière
- 1989-1999 : Blackburn Rovers  Angleterre
- 1999-2004 : Leeds United  Angleterre
- 2004-2006 : Leicester City  Angleterre
- 2005-2007 : Blackpool  Angleterre[1]

## Palmarès

### En équipe nationale
- 3 sélections et 0 but avec l'équipe d'Angleterre entre 1996 et 2000.

### Avec les Blackburn Rovers
- Vainqueur du Championnat d'Angleterre de football en 1995.